# 崇阳街道 (崇州市)
崇阳街道，原为崇阳镇，是中华人民共和国四川省成都市崇州市下辖的一个乡镇级行政单位。2019年12月，将崇阳街道仁里社区、三和社区、白碾社区、朱氏街社区、西桥社区、彭庙村、水陆村、同心村、罗墩村、清平村、红桥村、东泉村所属行政区域划归崇庆街道管辖。

## 行政区划
崇阳街道下辖以下地区：
汇蜀社区、蜀州北路社区、永安路社区、北揪社区、唐安西路社区、杨祠街社区、三元街社区、崇庆北路社区、崇庆中路社区、上南街社区、蜀州南路社区、永康东路社区、朱氏街社区、北郊社区、石羊社区、毛桥社区、西河社区、西桥社区、唐安村、白云村、永安村、石埂村、白石村、王殿村、黑铺村、高墩村、小罗村、棋盘村、东泉村、清平村、水陆村和罗墩村。

## 特产
崇阳酒：中国地理标志产品。